# Vympel R-77

Plan 3 vues du missile

Le R-77 est un missile air-air russe à moyenne/longue portée et guidage radar actif. Il est capable d'abattre tout type d'engin volant à très basse altitude jusqu'à 25 000 m avec une charge explosive de 22,5 kg et une portée de 80 km pour la version R-77 (RVV-AE) (code OTAN est AA-12 Adder), étendue à 150 km pour la version R-77 M1. Ses promoteurs disent qu'il est le missile de supériorité aérienne le plus évolué au monde. Il est surnommé AMRAAMski pour sa ressemblance plus sur le profil d'utilisation que sur l'esthétique.

## Développement
Le développement du R-77 débuta en 1982. Il était considéré comme très secret, puisque c'était le premier missile « tire et oublie » d'emploi général, aussi bien pour lutter contre des chasseurs tactiques que des bombardiers stratégiques ou même des hélicoptères volant à très basse altitude. D'après Gennadiy Sokolovski, chef concepteur de la société Vympel, il aurait aussi des capacités antimissiles. Le développement s'est passé assez vite et bien, mais l'écroulement de l'Union soviétique retarda son entrée en service jusqu'en 1994. Depuis, c'est le missile air-air moyenne portée standard pour les MiG-29 et Su-27. Il est également proposé à l'export et la République populaire de Chine et le Pérou s'en équipent.

En 2000, est lancé le développement de la version R-77M1 aux capacités très supérieures. Abandonnant le moteur fusée classique pour ce type de missile, il reçoit un statoréacteur augmentant légèrement sa vitesse et son accélération, et surtout doublant pratiquement sa portée (150 km).

Dans les projets d'évolution, on trouve une version R-77E, qui serait équipée d'un accélérateur à poudre afin de lui donner encore plus d'allonge, mais également afin d'en faire un missile sol-air de défense aérienne.

## Construction

### Guidage

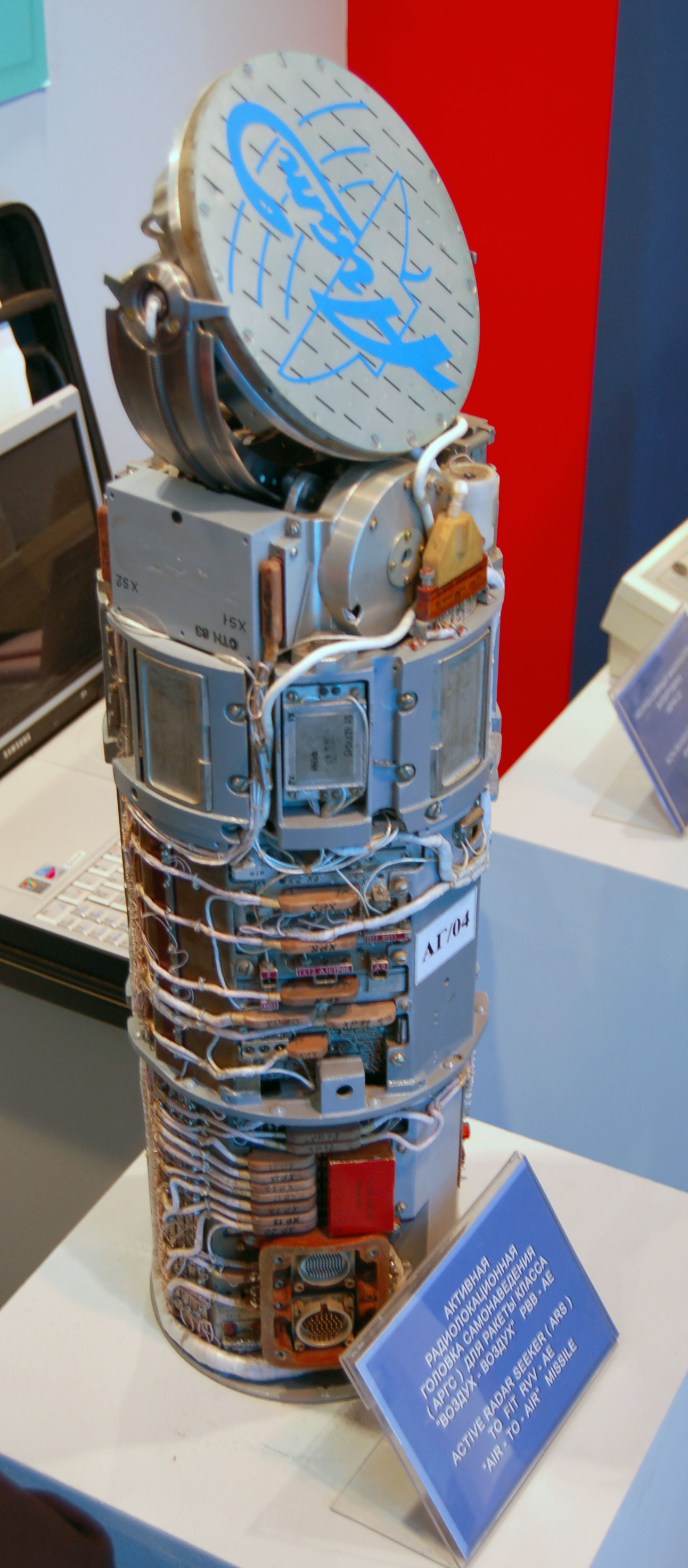
Radar du R-77.

Le R-77 est équipé d'un système de guidage autonome. Comme ses concurrents principaux dont le AIM-120 AMRAAM, il est tiré en direction d'une cible éclairée par le radar de l'avion tireur. Une fois tiré, il continue sa trajectoire en navigation inertielle avec mise à jour par le radar du lanceur, puis une fois à portée il active son propre radar et se dirige sur sa cible. Le système serait très résistant au brouillage, cependant en cas de brouillage, il passe en mode passif et se guide sur l'origine de l'émission. Une version à guidage infrarouge serait également en développement.

### Contrôle
Son système de guidage abandonne les classiques ailerons de son homologue AIM-120 AMRAAM et adopte à la place quatre dérives fixes au milieu du fuselage et des "grilles" repliables et orientables en lieu et place des ailerons arrière. La maniabilité obtenue grâce au couplage de ces grilles et de la tuyère vectorielle de son moteur le rend très difficile à éviter. Mais ce système présente toutefois un inconvénient. Les grilles étant de très bon réflecteurs radar, il serait aisément repérable. Les versions R-77M1 et R-77E, troquent les dérives de mi-fuselage contre quatre entrées d'air pour alimenter le statoréacteur.

### Charge militaire
La charge militaire du R-77 est composée de 30 kg d'explosif à fragmentation. Cette forte charge le rend très efficace contre les cibles de grosse taille (avions de transport, de ravitaillement, AWACS...) mais aussi très dangereux, par le souffle créé, envers les appareils plus petits, type hélicoptère. La mise à feu a lieu grâce à une fusée à détection de proximité par laser.

### Propulsion
La propulsion de la version de base R-77 est confiée à un moteur-fusée à carburant classique. La version R-77M1 troque ce moteur fusée contre un statoréacteur lui offrant une portée beaucoup plus grande. La future version R-77E combinera ces deux modes de propulsion afin d'aller encore plus loin.

## Versions
- R-77 : version initiale

- R-77M1 : version très améliorée, propulsion par statoréacteur, portée 175 km
- R-77T : version à guidage infrarouge
- R-77E : version en développement, accélérateur à poudre, portée supérieure à 200 km, possible version sol-air.

## Utilisateurs et vecteurs
- Égypte
  - MiG-29

- Algérie
  - MiG-29
  - Su-30

- Russie
  - Su-30
  - Su-34
  - Su-35
  - Su-57
  - MiG-29
  - MiG-31
  - MiG-35
- Chine
  - Shenyang J-11
- Inde
  - Soukhoï Su-30

## Au combat
Une vidéo est publiée par le ministère de la défense Russe  au début du mois de juin 2022. Elle provient de la visualisation tête haute d'un pilote Russe de Su-35 tirant trois missiles R-77 lors de la guerre Russo-Ukrainienne de 2022. Cette vidéo est exceptionnelle car c'est à l'heure actuelle, la seule vidéo VTH de l’utilisation dans un contexte opérationnel d'un missile BVR. Un ancien pilote de chasse français a publié une vidéo sur la plateforme YouTube où il analyse et explique la vidéo,.

## Armes équivalentes
- États-Unis
  - AIM-120 AMRAAM
  - AIM-54 Phoenix
- France
  - MBDA MICA EM
  - MBDA Meteor